# Neolithische Gräber der Ostschweiz

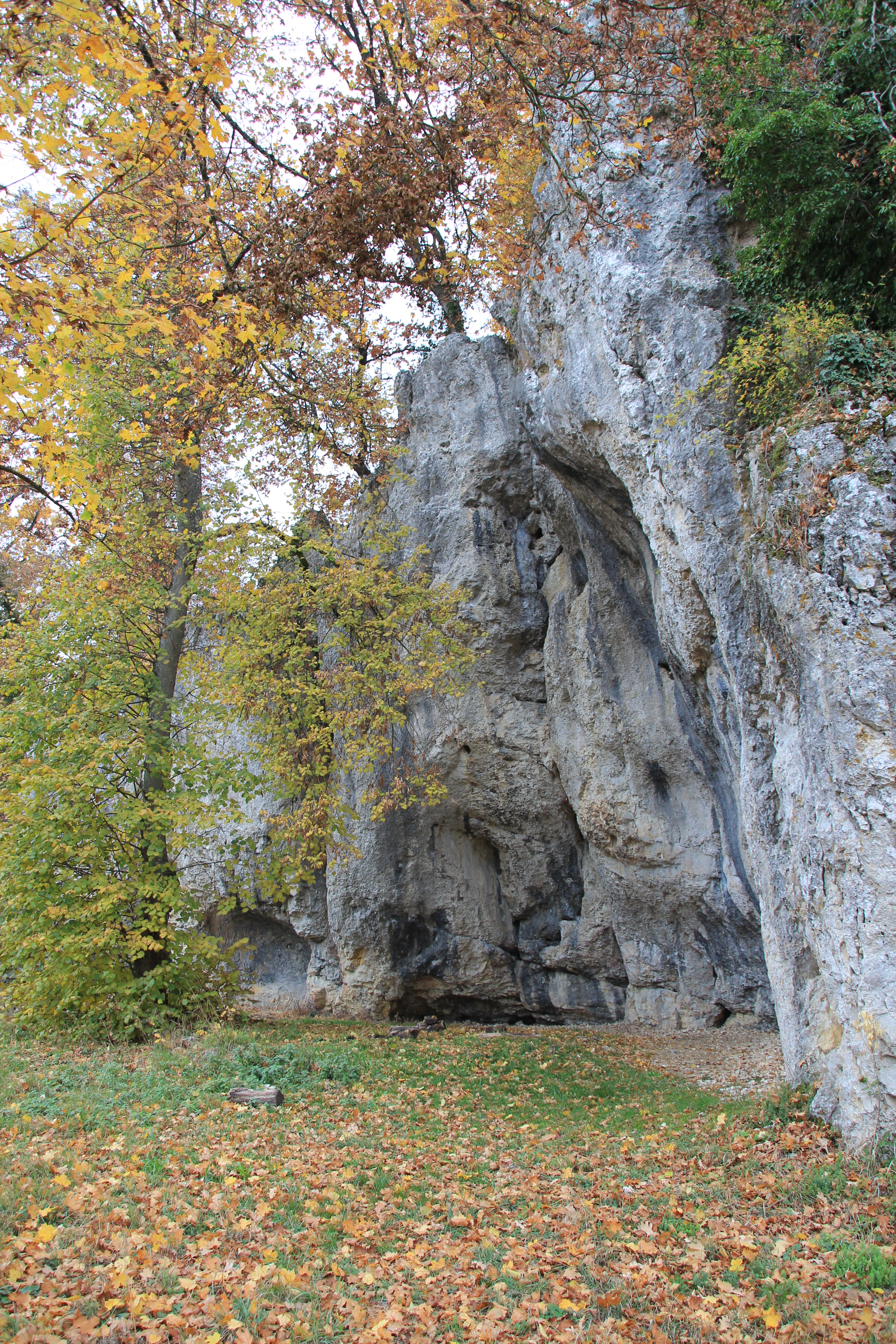
Abri Schweizersbild

Die neolithischen Gräber der Ostschweiz bestehen vor allem aus Bestattungen in Höhlen und unter Abris (Schweizersbild).
Die älteste neolithische Bestattung der Schweiz entdeckte Fritz Sartorius-Preiswerk (1861–1935) im Jahre 1910 in der Höhle Birseck-Ermitage bei Arlesheim. Das beigabenlose Grab enthielt die Hockerbestattung eines 30- bis 40-jährigen Mannes in Rückenlage. Die an den Füßen gefundene Steinschicht wurde als Rest einer Grabeinfassung gedeutet. Das Grab und seine Datierung zwischen 5400 und 5000 v. Chr. passt zu Befunden in bandkeramischen Gräbern Mitteleuropas.
Mehrheitlich wurden im Neolithikum Einzel- oder Doppelbestattungen in länglichen Gruben mit unterschiedlichen Steineinfassungen errichtet. Beispiele sind (Opfikon, Kanton Zürich und in der Region Schaffhausen, Herblingen-Dachsenbühl). Im Gegensatz zur Westschweiz lagen die ausgestreckten Toten zumeist auf dem Rücken, seltener auf dem Bauch oder auf der Seite.
In der übrigen Schweiz finden sich zeitgleich die Steinkisten vom Typ Chamblandes. Die östlichsten dieser Kisten finden sich in Erlenbach am Zürichsee. Aus ihrer geringen Größe ist zu schließen, dass sie Knochenlager oder Hockerbestattungen enthielten. Ihre Datierung in die Pfyner Kultur (3900–3500 v. Chr.) wurde aufgrund des beigegebenen Steinbeils vorgenommen. Das Ensemble am Zürichsee ist ein Hinweis darauf, dass Kisten des Westschweizer Typs auch an der Grenze des Cortaillod, zu dem das Zentralschweizer Gebiet wenige Jahrhunderte zuvor noch gehörte, gebaut wurden, was primär durch die Materialverfügbarkeit bestimmt wurde. Die jüngeren Steinkisten von Rapperswil SG im Kanton St. Gallen und Opfikon zeigen ähnliche Grenzbereichsphänomene.

## Funde
Die beigabenarmen Gräber enthielten zumeist zylindrische Kalksteinperlen und Pfeilspitzen mit konkaver Basis. Eines der Gräber von Thayngen-Untere Bsetzi Kanton Schaffhausen enthielt Knöpfe vom Typ „Glis-Weisweil“, wie sie auch von Steinkisten des Typs Chamblandes bekannt sind, sowie über 100 Kalksteinperlen.

## Zeitstellung
Vom Fundgut her scheint die Majorität der Ostschweizer Gräber auf 4100 v. Chr. zu datieren. Neuere C14-Datierungen ergaben für Schaffhausen-Schweizersbild Daten zwischen 3800 und 3600 v. Chr. Die an Bestattungen gewonnenen Daten aus der Arlesheimer Dachsenhöhle im Kanton Basel-Landschaft belegen, dass der Grabritus bis etwa 3200 v. Chr. ausgeübt wurde.